# Aghia Irini (soutěska)
Aghia Irini (řecky Φαράγγι της Αγίας Ειρήνης) je soutěska na jihozápadě Kréty. Přístup do ní je ze stejnojmenné vesnice a vede až k vesnici Sougia. Spolu se Samarií a Údolím mrtvých tvoří tři nejzajímavější soutěsky Kréty.
Soutěska je dlouhá zhruba 10 km. Ve srovnání se soutěskou Samaria není tolik náročná. Ve větší polovině soutěsky jsou vybudovány chodníčky a jednoduché mosty pro turisty. Chůze od Aghia Irini do vesnice Sougia trvá okolo čtyř hodin a lze ji vykonat kdykoliv během roku, jestliže v předchozích dnech nepršelo. Během cesty si lze odpočinout na odpočívadlech a na některých místech jsou i prameny čisté vody.
V roce 1866 uniklo okolo 1000 žen a dětí díky této soutěsce Turkům.
Během turistické sezony (od dubna do října) je u vchodu malý poplatek 2 eura, který je použit výhradně na údržbu cest a sbírání odpadků v soutěsce.

## Galerie

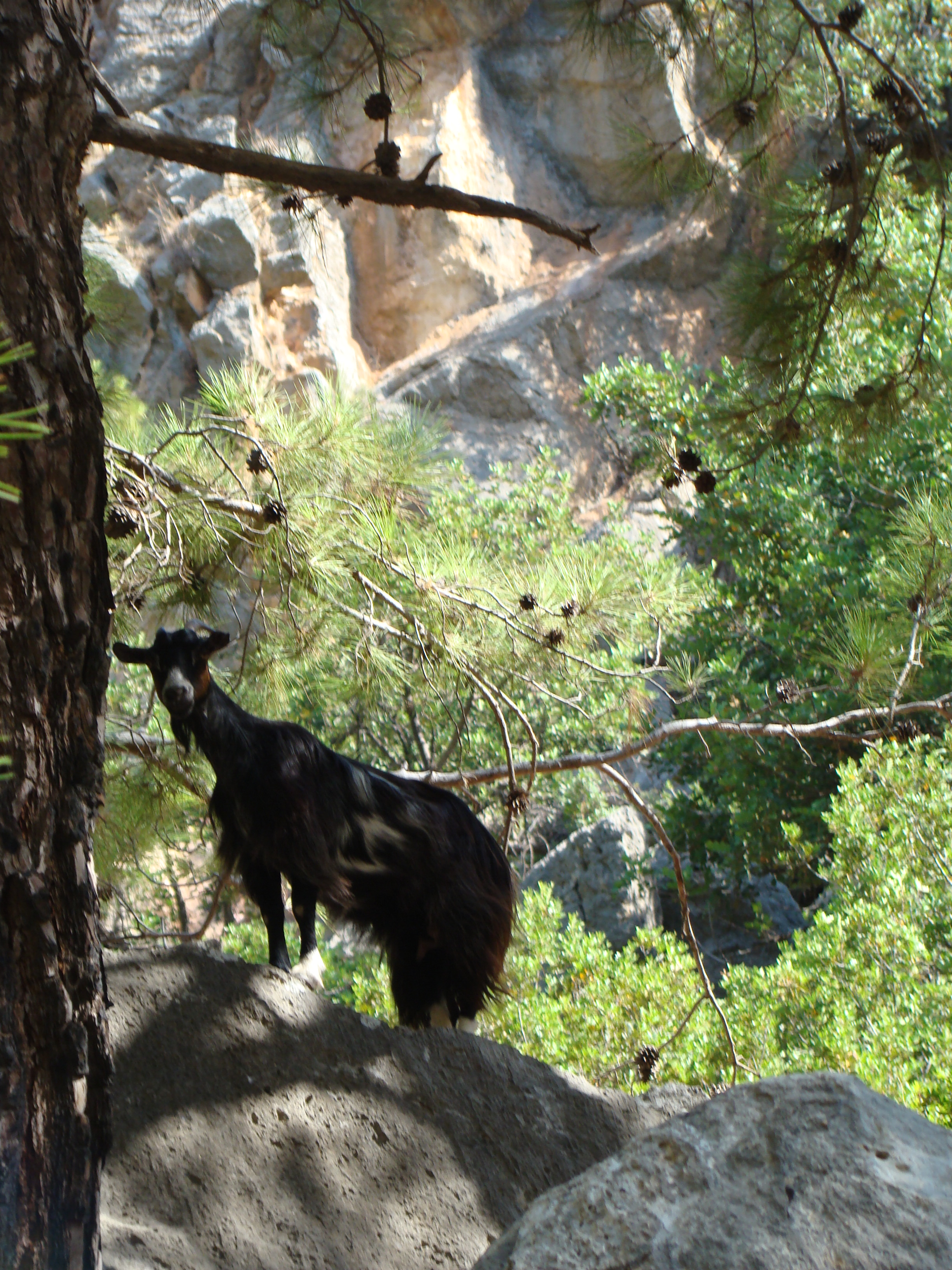
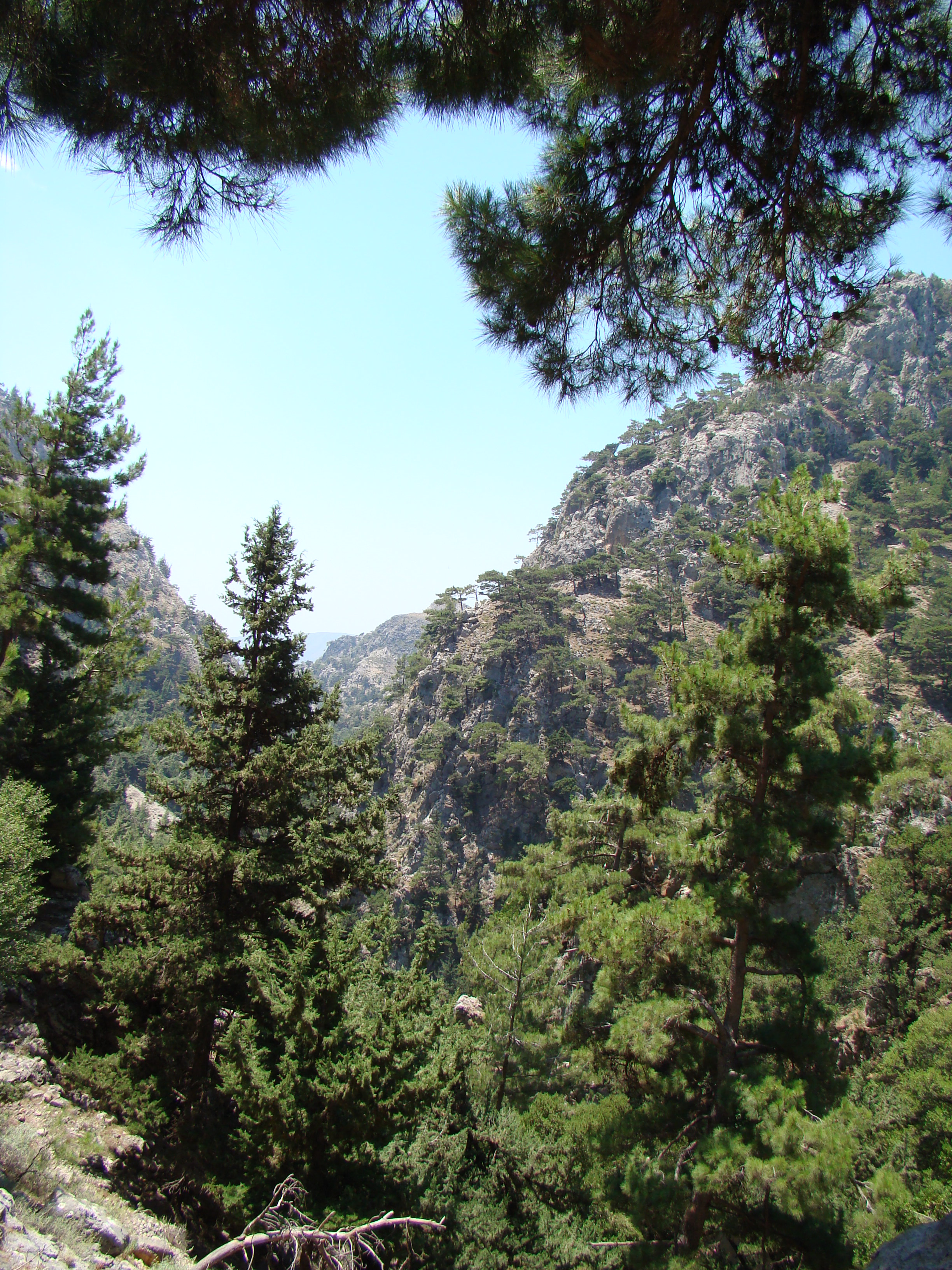
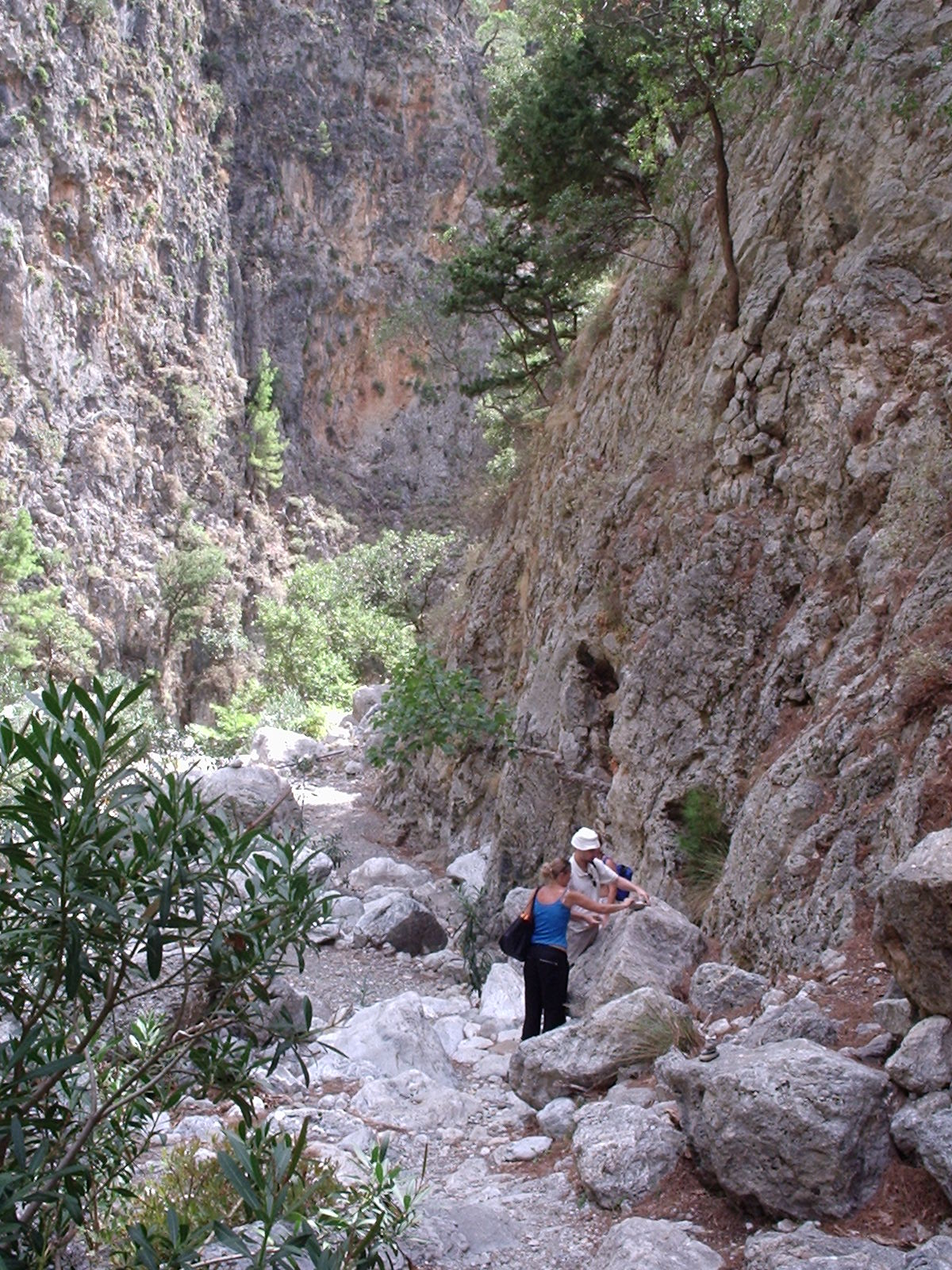